# 사과 소스

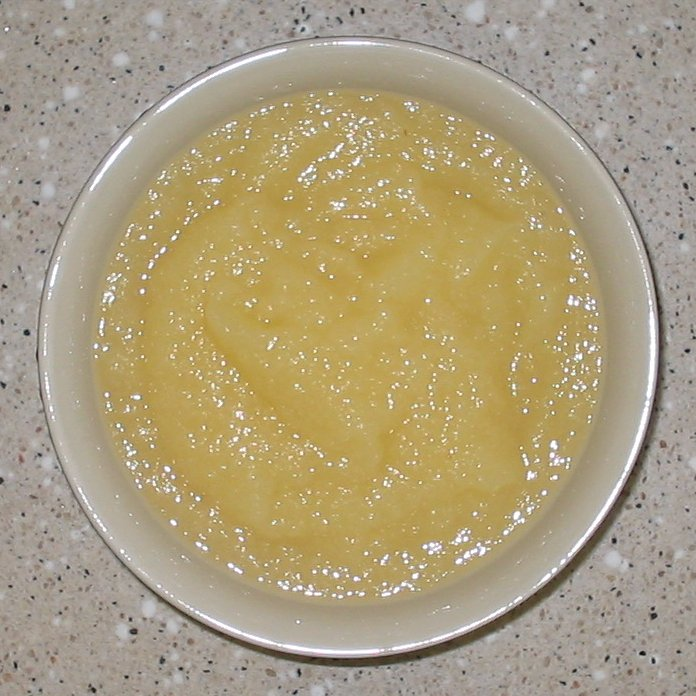
사과 소스

사과 소스(沙果 - )는 사과를 고아서 단맛을 들인 것이다. 사과속의 유기산이 연육 작용에 도움을 주어서 육류 요리에 자주 쓰인다. 자른 사과에 설탕을 넣고 뭉글한 불로 끓여 펄프를 형성하여 만든 소스. 디저트로 먹거나 또는 돼지고기에 따라 나오는 소스로 쓴다.